# Here's the Drop!
here's the drop! è il quarto album di remix realizzato dal disc jockey e produttore discografico canadese deadmau5. Si tratta di una raccolta di 15 remix dei brani contenuti in where's the drop?. Il titolo della compilation è una risposta alla domanda che è il titolo della compilation precedente.
Il remix di imaginary friends di Morgan Page ha ricevuto una nomination per Best Remixed Recording alla 63ª edizione dei Grammy Awards.

## Tracce
1. imaginary friends (ov) [Morgan Page Remix]
2. luxuria (ov) [Tinlicker Remix]
3. coelacanth (ov) [Gregory Reveret Remix]
4. acedia (ov) [Rinzen Remix]
5. avaritia (ov) [Seismal D Remix]
6. monophobia (ov) [Sian Remix]
7. gula (ov) [Pig&Dan Remix]
8. invidia (ov) [No Mana Remix]
9. unjaded (ov) [Mad Zach Remix]
10. ira (ov) [Gallya Remix]
11. fn pig (ov) [Spencer Brown Remix]
12. hr 8938 cephei (ov) [Mr. Bill Remix]
13. superbia (ov) [Matt Lange Remix]
14. caritas (ov) [Dom Kane Remix]
15. strobe (ov) [PEEKABOO Remix]